# Saara loricata
Saara loricata är en ödleart som beskrevs av  Blanford 1874. Saara loricata ingår i släktet Saara och familjen agamer. Inga underarter finns listade i Catalogue of Life.
Denna ödla förekommer i östra delen av Bördiga halvmånen i Irak, Iran och Kuwait. Den lever i låglandet och i kulliga regioner upp till 300 meter över havet. Djuret vistas i öknar, gräsmarker och andra landskap med glest fördelad växtlighet. Saara loricata undviker sanddyner. Flera exemplar lever tillsammans i underjordiska bon. Honor lägger ägg.
För beståndet är inga hot kända och hela populationen bedöms som stor. IUCN listar arten som livskraftig (LC).